# Новента-Падована
Новента-Падована (італ. Noventa Padovana, вен. Noventa Padovana) — муніципалітет в Італії, у регіоні Венето, провінція Падуя.
Новента-Падована розташована на відстані близько 400 км на північ від Рима, 31 км на захід від Венеції, 6 км на схід від Падуї.
Населення — 11 257 осіб (2014).

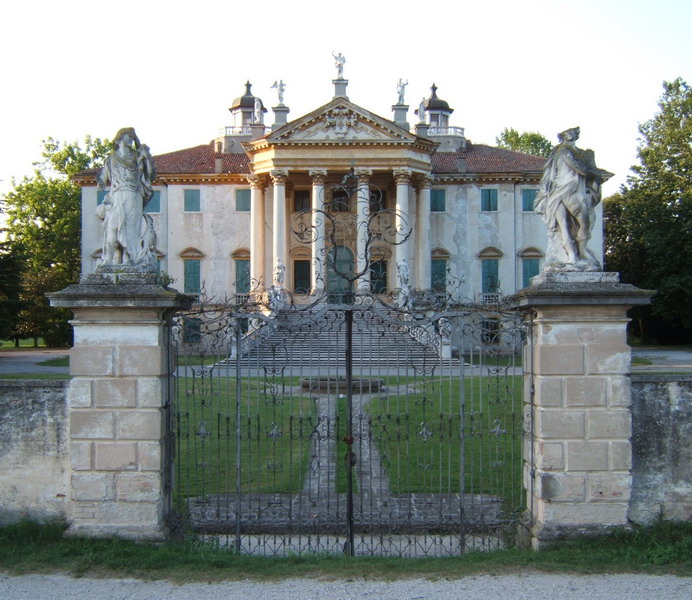

Щорічний фестиваль відбувається 29 червня - останньої понеділка жовтня per fiera. Покровитель — святий Петро apostolo.

## Демографія
Населення за роками:

Станом на 1 січня 2023 року в муніципалітеті офіційно проживали 1454 іноземці з 60 країн, серед них 498 громадян країн Євросоюзу та 20 громадян України.

## Сусідні муніципалітети
- Падуя
- Стра
- Вігоново
- Вігонца